# Port lotniczy Bloemfontein
Port lotniczy Bloemfontein (IATA: BFN, ICAO: FABL) – międzynarodowy port lotniczy położony w Bloemfontein, w prowincji Wolne Państwo. Jest jednym z największych portów lotniczych w Republice Południowej Afryki.

## Linie lotnicze i połączenia
| Linia Lotnicza | Kierunek                              |
| -------------- | ------------------------------------- |
| Airlink        | 1. Kapsztad 2. Durban 3. Johannesburg |
| CemAir         | 1. Durban 2. George 3. Johannesburg   |
| FlySafair      | 1. Kapsztad 2. Johannesburg           |